# فيك لورانس
فيك لورانس (بالإنجليزية: Vic Lawrence)‏ هو لاعب دوري الرغبي أسترالي، ولد في 1898 في Waterloo, New South Wales ‏ في أستراليا، وتوفي في 1940.